# Diana Bacosi

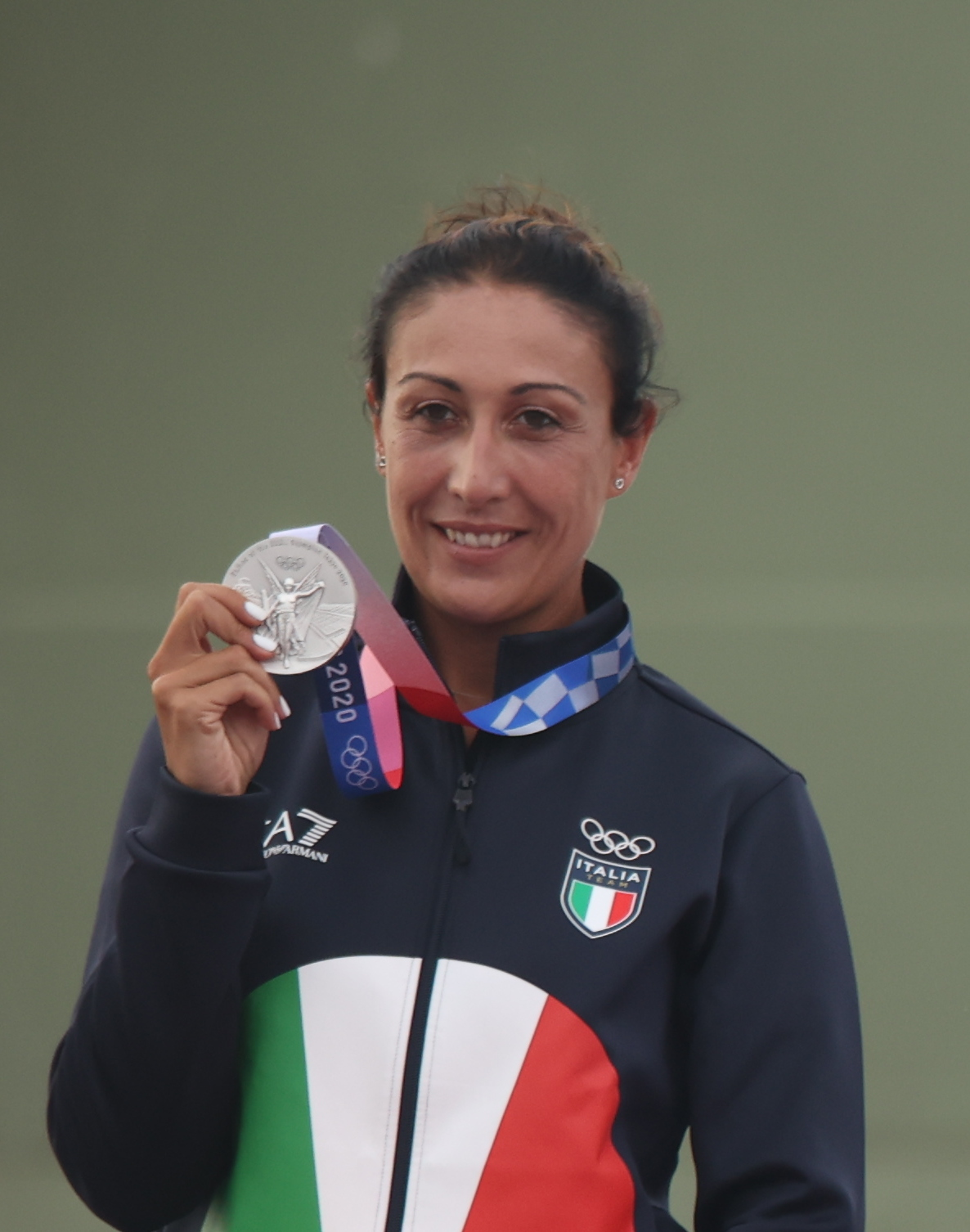
Diana Bacosi mit der Silbermedaille im Skeet bei den Olympischen Sommerspielen 2020 in Tokio

Diana Bacosi (* 13. Juli 1983 in Città della Pieve) ist eine italienische Sportschützin in der Disziplin Skeet.

## Sportliche Karriere
Bacosi begann ihre internationale Karriere mit einem 16. Platz bei den Europameisterschaften 2004, im Jahr darauf belegte sie den elften Platz. Es folgten der zehnte Platz 2007 und der achte Platz 2008. 2008 gewann sie in Suhl auch ihren ersten Weltcup.  2009 wurde sie Mutter eines Sohnes. Nach ihrer Rückkehr zum Sport brauchte sie einige Zeit, bis ihr wieder vordere Platzierungen gelangen.
2013 erreichte Diana Bacosi bei den Weltmeisterschaften in Lima den sechsten Platz und gewann mit der Mannschaft den Titel. Im Jahr darauf belegte sie den 14. Platz bei den Europameisterschaften und den 15. Platz bei den Weltmeisterschaften. 2015 gelangen ihr in Al Ain und in Larnaka zwei Weltcupsiege. Bei den Weltmeisterschaften in Lonato belegte sie im Einzel den neunten und mit der Mannschaft den zweiten Platz, bei den Europameisterschaften erreichte sie im Einzel den elften Rang. Bei den Europaspielen 2015 in Baku siegte im Skeet die Britin Amber Hill, dahinter gewann Diana Bacosi Silber vor ihrer Landsfrau Chiara Cainero. 2016 belegte Bacosi bei den Europameisterschaften in Lonato nur den 23. Platz. Bei den Olympischen Spielen 2016 erreichten sowohl Bacosi als auch Cainero das Halbfinale im Skeet. Dort setzten sich die beiden Italienerinnen mit 16 und 15 Treffern an die Spitze und erreichten das Finale. Im Finale verfehlte Cainero die erste Scheibe, danach trafen beide Schützinnen alle Ziele. Am Ende gewann Bacosi Gold vor der Olympiasiegerin von 2008 Chiara Cainero und der Olympiasiegerin von 2012 Kim Rhode aus den Vereinigten Staaten.
2017 erreichte Bacosi den fünften Platz bei den Weltmeisterschaften in Moskau und den sechsten Platz bei den Europameisterschaften in Baku. Mit der Mannschaft wurde sie bei den Weltmeisterschaften Dritte. 2018 folgte der elfte Platz im Einzel und der zweite Platz in der Mannschaftskonkurrenz bei den Weltmeisterschaften, sowie der zwölfte Platz im Einzel bei den Europameisterschaften. Bei den Europaspielen 2019 in Minsk gewann Bacosi den Skeet-Wettbewerb vor der Französin Lucie Anastassiou und Chiara Cainero. Im Mixed-Wettbewerb siegten Cainero und Gabriele Rossetti vor Diana Bacosi und Riccardo Filippelli. Die Weltmeisterschaften schloss sie 2019 im Mixed-Wettbewerb auf dem ersten Platz und im Mannschaftswettbewerb auf dem zweiten Platz ab. Bei den Weltmeisterschaften 2023 in Baku gewann sie mit der Mannschaft erneut Silber.
Bei den Olympischen Spielen 2024 führte sie zusammen mit Gabriele Rosetti sowohl nach dem Vorkampf im Mixed Team mit eingestelltem Weltrekord und aufgestelltem Olympiarekord als auch gewann das Paar das Goldmedaillenmatch.